# 弗雷德里克·道格拉斯：自由的先知
《弗雷德里克·道格拉斯：自由的先知》是一本由美国历史学家大卫·W·布莱特创作的美国黑人政治家弗雷德里克·道格拉斯的人物传记，2018年由西蒙與舒斯特出版公司出版，获得了2019年的班克洛夫特獎、弗朗西斯·帕克曼奖和普利策历史奖以及马克·林顿历史奖的决赛提名。